# شيخ العرب همام (مسلسل)

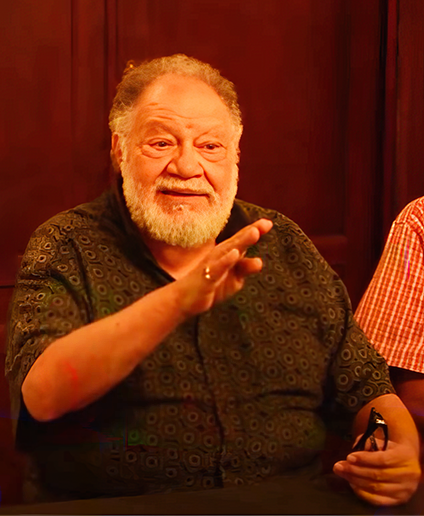
يحيى الفخراني في دور شيخ العرب همام

 شيخ العرب همام  مسلسل مصري عرض خلال رمضان 2010 من بطولة يحيى الفخراني وصابرين وريهام عبد الغفور والمسلسل من قصة عبد الرحيم كمال وإخراج حسني صالح.
المسلسل تدور أحداثه منذ 230 عامًا، عن شخصيَّة همام بن يوسف الهواري رجل صعيدي من فرشوط في محافظة قنا، امتلك أراضي من محافظة المنيا إلى أسوان، وحكم المنطقة كلَّها، حتَّى القضايا الجنائيَّة بالمجالس العرفيَّة وكان ذلك في أواخر العصر العثماني. وحتى الآن قصة هذا الرجل متداولة في الصعيد.